# Yuan Shu Chi
Yuan Shu Chi, född 9 november 1984, är en taiwanesisk idrottare som tog damernas OS-brons i bågskytte vid olympiska sommarspelen 2004 i Aten.

## Meriter

### Olympiska meriter

#### Olympiska sommarspelen 2008
| Namn                               | Gren   | Rankingrunda | Rankingrunda | 32-delsfinal                | 16-delsfinal               | 8-delsfinal           | Kvartsfinal      | Semifinal        | Final            | Final |
| Namn                               | Gren   | Poäng        | Seed         | Resultat                    | Resultat                   | Resultat              | Resultat         | Resultat         | Resultat         | Plats |
| ---------------------------------- | ------ | ------------ | ------------ | --------------------------- | -------------------------- | --------------------- | ---------------- | ---------------- | ---------------- | ----- |
| Yuan Shu Chi                       | Singel | 652          | 6            | Feeney (AUS) (59) W 104-101 | Zhang (CHN) (27) L 105-110 | Gick inte vidare      | Gick inte vidare | Gick inte vidare | Gick inte vidare | 23    |
| Yuan Shu Chi Wu Hui Ju Wei Pi-Hsiu | Lag    | 1871         | 8            | n/a                         | n/a                        | Italien (9) L 211-215 | Gick inte vidare | Gick inte vidare | Gick inte vidare | 9     |